# ديميتريوس جيانوليس
ديميتريوس جيانوليس (مواليد 17 أكتوبر 1995) هو لاعب كرة قدم يوناني يلعب في مركز الظهير الأيسر في نادي نورويتش سيتي.